# 適時打
適時打（てきじだ）とは、野球、ソフトボールで、塁上の走者を本塁に生還（得点）させた安打のこと 。タイムリーヒットとも呼ばれるが、これは適時打を「ちょうどいいタイミング（ランナーがいる場面）に出たヒット」として「タイムリー」と呼んだ和製英語で、英語ではclutch hitあるいはRBI hitと呼ばれる。適時打を打った打者には、その得点の数だけ打点（RBI）が記録される。
ただし、安打となった打球のインプレー中に失策があり、それにより得点したと判断された場合は、適時打とは認められず、打者に打点も記録されない。

## 適時打欠乏症
日本ではマスコミ、あるいは監督の試合後に行われる談話などによって「タイムリー欠乏症」や、「適時打欠乏症」と表現されることがある。たとえチームが本塁打や犠牲フライ、スクイズプレイなどで点を取っていても、適時打で点を取っていない（打線がつながっていない）場合、上記の言葉の使用が見られる。